# Manuel Gil y Sáenz
Manuel Gil y Sáenz (31 de marzo de 1829 - 23 de abril de 1909), Presbítero, historiador y escritor nacido en la ciudad de San Juan Bautista. Sus padres fueron Marcelino Gil Machado y Narcisa Sáenz Oramas. Fue el primer historiador tabasqueño ya que a él se debe el primer libro de historia de Tabasco denominado Compendio Histórico, Geográfico y Estadístico del Estado de Tabasco.

## Sus estudios
Manuel Gil y Sáenz hizo sus primeros estudios en la escuela "Joaquín Flores", y posteriormente en la "Felipe Callejas". Más tarde ingresó al Liceo que fuera fundado en San Juan Bautista durante el gobierno de Francisco de Sentmanat, y finalmente en el Colegio de Nuestra Señora del Pilar, fundado también en San Juan Bautista durante el gobierno del general Pedro de Ampudia.
Posteriormente, ingresó el 3 de junio de 1844 al Colegio Clerical de San Miguel de Estrada de la ciudad de Campeche, donde estudió Latinidad, y después Filosofía, con Tomás Barbachano y Física, con Pablo García, concluyendo sus estudios en 1847. Por último, ingresó al Colegio Seminario de San Ildefonso en Mérida, en donde se recibió de Bachiller en Filosofía.

## Se ordena sacerdote
El 18 de abril de 1852 el Obispo de Yucatán, José María Guerra y Correa, le confirió las órdenes sacerdotales, dando su primera misa el 3 de mayo del mismo año en la parroquia de la ciudad de Campeche, a la que asistieron más de veinticinco sacerdotes.
Después de eso, Gil y Sáenz permaneció en la ciudad de Campeche, en donde continuó sus estudios de Derecho, no pudiendo concluirlos debido a que le fueron conferidos nuevos encargos clericales como Promotor Fiscal de la Vicaría de Campeche y catedrático de Filosofía en el Colegio Clerical de San Miguel de Estrada.
El 24 de diciembre de 1856 fue nombrado Cura de la villa de Macuspana, recibiendo el curato el 15 de mayo de 1857. Permaneció en ese cargo hasta el 26 de junio de 1869 en que recibió la Vicaría y curato de la capital San Juan Bautista.

## Descubre las minas de petróleo en San Fernando
Durante su estancia en Macuspana, Gil y Sáenz acudió al pueblo de Tepetitán y a su regreso, después de pasar por el pueblo de San Fernando, se extravió llegando por casualidad a una poza negra en donde su caballo se quedó atascado; al bajarse del caballo, descubrió que el líquido era "aceitoso". Regresó días después y llenó diez latas, las que envió a Nueva York para ser analizadas. Mes y medio después recibió contestación en donde le decían que se trataba de petróleo, pero como el precio era muy bajo, se optó por ocupar dicho aceite para colocarlo en latas y alumbrar las calles y fiestas de Macuspana.
Posteriormente de que el Presbítero fuera nombrado vicario de San Juan Bautista y se trasladara ahí, llegó a Macuspana Serapio Carrillo, quien le comunicó a Simón Sarlat Nova el descubrimiento hecho por Gil y Sáenz y ambos dieron a conocer su existencia. La compañía Pearson y Cía. compró los derechos y se encargó de explotar el yacimiento petrolero con fines comerciales, siendo éste el primero en ser descubierto en Tabasco.

## Su estancia en San Juan Bautista y el fin de su ministerio
Durante su estancia en San Juan Bautista, Gil y Sáenz fundó un colegio con sus propios recursos. Allí se enseñaba Gramática Castellana, Latín, Inglés, Francés, Teneduría de Libros y Filosofía. Durante la administración del gobernador Victorio Dueñas de 1872 a 1875, Gil y Sáenz desempeñó el cargo de "Vocal del Consejo de Instrucción Pública", cargo que desempeñaría también en otras ocasiones.

### Creación de la diócesis de Tabasco
Gracias a los esfuerzos del Presbítero, se construyeron durante su gestión la iglesia del pueblo de Tepetitán, la ermita de la Concepción en el barrio de la Punta y fundó la iglesia del barrio de la Santa Cruz, ambas en la ciudad de San Juan Bautista, así como la iglesia de la villa de Macuspana, todo esto con la intención de fundar el Obispado de Tabasco, lo que logró el 25 de mayo de 1880 cuando Su Santidad, el Papa León XIII, erigió la diócesis de Tabasco. Sin embargo, las autoridades eclesiásticas decidieron nombrar como Obispo al Presbítero Agustín de Jesús Torres y Hernández, quien tomó posesión como primer Obispo de Tabasco en 1882, lo que motivó el descontento de Gil y Sáenz y su separación del ministerio católico el 27 de enero de 1882, entregando la Vicaría incápite (en jefe) tras 30 años de servir a la iglesia.
En una carta dirigida al exgobernador de Tabasco Manuel Mestre Ghigliazza, fechada en San Carlos el 30 de noviembre de 1904, el Presbítero comenta:

"Desempeñé la Vicaría incápite hasta 1882 en que se erigió el Obispado de Tabasco, y como yo preparé esto para que fuera Obispado, sin embargo fue nombrado Agustín Torres y luego a Perfecto Amézquita y Gutiérrez, ambos me llamaron para servir, pero de segundo plato no quise, y me retiré a la vida privada en la que permanezco. Serví a la iglesia 30 años, me pagaron mal y hace 22 que me retiré"'
 Manuel Gil y Sáenz

## Fallecimiento
Manuel Gil y Sáenz falleció en el pueblo de San Carlos, en donde estuvo sus últimos años al frente de una pequeña finca que poseía. El Periódico Oficial del Estado de Tabasco en su edición del 28 de abril de 1909, le consagró las siguientes palabras:

El viernes 23 del actual, en la mañana, falleció en su apartada residencia del pueblo de San Carlos, Macuspana, el Sr. Pbro. Manuel Gil y Sáenz a una edad bastante avanzada. En su carácter sacerdotal, que ejerció en esta ciudad de San Juan Bautista, en el que fue altamente estimado y del cual se separó voluntariamente en 1882, consagramos en su memoria unas palabras para recordarlo como miembro distinquido de esta sociedad: Fue hombre amante de las letras, progresista, filántropo. A el se debe el único trabajo histórico de Tabasco que se ha escrito...y por el año de 1870, fue fundador de un colegio en el que se forjaron muchos jóvenes en una época en que no se contaba con establecimientos de enseñanza secundaria en el estado...Tabasco ha perdido en el sr Gil y Sáenz, a uno de sus buenos hijos"

En su honor, muchas calles y avenidas de ciudades tabasqueñas llevan su nombre.

## Sus obras
Manuel Gil y Sáenz publicó las siguientes obras:
- Compedio Histórico, Geográfico y Estadístico del Estado de Tabasco (1872)
- El Caporal (Indicaciones para la agricultura, ganadería y pastos artificiales de Tabasco) (1884)
- Opúsculo sobre mundos habitados ante la Iglesia Católica (1884)
- Cartilla de la Geografía de Tabasco (1885)
- Historia de Tabasco (1892)

Entre todas ellas, destaca por su importancia el Compendio Histórico, Geográfico y Estadístico del Estado de Tabasco, ya que fue el primer libro en registrar la historia del estado de Tabasco. Gracias a este documento se conocen muchos de los hechos y acontecimientos históricos que sucedieron desde la época prehispánica hasta finales del siglo XIX, y que dada su relevancia, fue reeditado por el gobierno del Estado en 1979.